# Суганка
Суганка — село в Еловском районе Пермского края.

## География
Через село протекают реки Иргиш и Барда.

## Население
Село Суганка, по итогам Всероссийской переписи населения 2010 года, насчитывает 382 человека.

## Инфраструктура
- МОУ Суганская средняя школа[3].
- Колхоз им. Кирова[4]
- Отделение почтовой связи